# 굿바이 미스터 블랙 (드라마)
《굿바이 미스터 블랙》은 2016년 3월 16일부터 2016년 5월 19일까지 방영된 문화방송 수목 미니시리즈로, 황미나의 동명 만화를 원작으로 하여 한 남자의 강렬한 복수극에 감성 멜로를 더한 텔레비전 드라마이다.

## 줄거리
모든 것을 잃은 남자 차지원(이진욱)이 복수를 꿈꾸고 실천하는 내용이다.

## 등장 인물

### 주요 인물
- 이진욱 : 차지원 (블랙) 역 (아역 이희성)
- 문채원 : 김스완 (카야, 백은영) 역 (아역 이채윤)
- 김강우 : 민선재 역 (아역 정재혁) - 선우건설 사장
- 송재림 : 서우진 역 - 인터넷 언론사 팬다 대표, 편집장
- 유인영 : 윤마리 역 - 선우재단 이사장, 민선재의 아내

### 차지원의 주변 인물
- 이원종 : 고성민 (무텅) 역
- 임세미 : 차지수 역 (아역 권지민) - 차지원의 동생
- 하연주 : 메이 역 - MRB내셔널 수석 매니저
- 배유람 : 안계동 역 - MRB내셔널 직원

### 김스완의 주변 인물
- 김태우 : 김지륜 역 - NGO 단체 대표, 여림투자신탁 고문
- 정혜선 : 정현숙 역 - 지륜의 어머니

### 민선재의 주변 인물
- 전국환 : 백은도 (조성배) 역 - 선우유통 사장
- 이아진 : 스완 엄마 역
- 최정우 : 서진탁 역 - 서우진의 아버지, 선우건설 부사장
- 이대연 : 민용재 역 - 민선재의 아버지, 택시기사
- 김명국 : 남성우 역
- 서범식 : 박범식 역 - 실장 (백은도의 비서)

### 그 외 인물
- 길해연 : 홍인자 역
- 위하준 : 하준 역
- 이재우 : 재우 역
- 박정윤 : 세양 역
- 인성호
- 최현 : 최 실장 역
- 김광식
- 하수호 : 하수호 실장 역
- 공정환 : 김성민 검사 역
- 고서희 : 납치범 역
- 위양호
- 정동규
- 이규섭
- 홍승범 : 민선재의 변호사 역
- 김광현 : 박석민 역
- 기세형 : 킬러 역
- 유상재
- 강운 : 택시기사 역
- 함진성 : 보안 요원 역

### 특별출연
- 정동환 : 차재완 역 - 차지원의 아버지, 선우그룹 회장
- 이재용 : 윤재민 역 - 윤마리의 아버지, 전 해군특수전전단장 및 작전사령부 작전사령관
- 조윤호

## 시청률
아래의 파란색 숫자는 '최저 시청률'이고, 빨간색 숫자는 '최고 시청률'입니다. 시청률조사회사와 지역별로 시청률에 차이가 있을 수 있습니다.
| 2016년      | 2016년      | 2016년         | 2016년       | 2016년         | 2016년       |
| 회차        | 방송일      | TNmS 시청률    | TNmS 시청률  | AGB 시청률     | AGB 시청률   |
| 회차        | 방송일      | 대한민국(전국) | 서울(수도권) | 대한민국(전국) | 서울(수도권) |
| ----------- | ----------- | -------------- | ------------ | -------------- | ------------ |
| 제1회       | 3월 16일    | 3.6%           | 3.7%         | 3.9%           | 4.2%         |
| 제2회       | 3월 17일    | 4.2%           | 4.4%         | 3.9%           | 4.2%         |
| 제3회       | 3월 23일    | 4.2%           | 4.7%         | 3.6%           | 4.2%         |
| 제4회       | 3월 24일    | 4.4%           | 4.4%         | 4.5%           | 5.1%         |
| 제5회       | 3월 30일    | 5.4%           | 7.4%         | 5.1%           | 6.0%         |
| 제6회       | 3월 31일    | 4.6%           | 5.4%         | 4.6%           | 5.4%         |
| 제7회       | 4월 6일     | 4.7%           | 5.5%         | 4.6%           | 5.4%         |
| 제8회       | 4월 7일     | 4.5%           | 4.5%         | 3.4%           | 4.2%         |
| 제9회       | 4월 14일    | 3.6%           | 4.1%         | 3.5%           | 4.0%         |
| 제10회      | 4월 14일    | 3.2%           | 3.8%         | 3.8%           | 4.4%         |
| 제11회      | 4월 20일    | 7.5%           | 8.3%         | 8.1%           | 9.0%         |
| 제12회      | 4월 21일    | 8.8%           | 9.2%         | 9.4%           | 10.5%        |
| 제13회      | 4월 27일    | 8.1%           | 8.9%         | 8.7%           | 10.2%        |
| 제14회      | 4월 28일    | 8.7%           | 9.1%         | 8.7%           | 9.6%         |
| 제15회      | 5월 4일     | 8.7%           | 8.9%         | 9.1%           | 9.8%         |
| 제16회      | 5월 5일     | 8.7%           | 9.3%         | 9.0%           | 9.5%         |
| 제17회      | 5월 11일    | 10.4%          | 10.9%        | 9.5%           | 10.8%        |
| 제18회      | 5월 12일    | 8.9%           | 9.7%         | 8.6%           | 9.7%         |
| 제19회      | 5월 18일    | 8.9%           | 9.4%         | 8.5%           | 8.3%         |
| 제20회      | 5월 19일    | 10.2%          | 11.1%        | 9.9%           | 10.7%        |
| 평균 시청률 | 평균 시청률 | 6.6%           | 7.1%         | 6.5%           | 7.3%         |

## 결방 사유 및 연속 방송
- 2016년 4월 13일 : 선택 2016 제20대 국회의원 선거 개표방송으로 인해 결방
- 2016년 4월 14일 : 밤 10시부터 2회 연속방송 (9회, 10회)

## 같이 보기
KBS 수목드라마
- 태양의 후예
- 마스터 - 국수의 신

SBS 수목드라마
- 돌아와요 아저씨
- 딴따라